# Zaouiet Kounta
Zaouiet Kounta (în arabă زاوية كنتة) este o comună din provincia Adrar, Algeria.
Populația comunei este de 17.116 locuitori (2008).